# Tanacetum pinnatum
Tanacetum pinnatum là một loài thực vật có hoa trong họ Cúc. Loài này được Boiss. miêu tả khoa học đầu tiên.